# Reserva Indígena Roosevelt
La Reserva Indígena Roosevelt, de proprietat federal (art. 20 da CF) i ocupada pels cintas-largas, es troba al sud de l'estat de Rondònia, a la ciutat d'Espigão do Oeste, a uns 500 quilòmetres de Porto Velho, capital de Rondònia.
Uns 1.817 indis habiten la reserva, formada per 2,7 milions d'hectàrees.

### Mineria
Un estudi sense precedents que va cartografiar les reserves de minerals de Brasil va assenyalar que la mina de Roosevelt alberga una kimberlita mineralitzada (roca d'origen volcànic que dona diamants) amb edat, estructura geològica i capacitat de produir pedres precioses semblants a les de la mina de diamants de Guaniano a Veneçuela.
Elaborada per la Companhia de Pesquisa de Recursos Minerais (CPRM), la prospecció va indicar que la kimberlita té 1.800 milions d'anys i té una capacitat de producció d'almenys un milió de quirats a l'any. Aquest nombre subestimat situa Roosevelt, com a mínim, entre les cinc mines de diamants més grans del món. La capacitat real només es pot verificar amb una anàlisi més detallada, que encara no s'ha fet, ja que la mina es troba en una zona indígena. Per als experts, la prospecció podria indicar Roosevelt com la mina més gran del món, superant l'actual campió, situada a Botswana, que produeix nou milions de quirats a l'any.
L'enquesta es va basar en l'anàlisi d'imatges de satèl·lit, proporcionades per Japó i la NASA, i les ones magnètiques capturades per avió.

## Cobdícia i contraban
Segons estudis de la Companhia de Pesquisa de Recursos Minerais, una agència del Ministério das Minas e Energia, la kimberlita, l'única del Brasil que pot generar una mina industrial de diamants de gemma, té capacitat per produir almenys un milió de quirats de pedres precioses a l'any, el que representa uns ingressos anuals de 200 milions de dòlars EUA. L'extracció de minerals a la terra indígena és il·legal i depèn de la regulació del Congrés. Tot i així, Abin i el servei d'intel·ligència de la Policia Federal calculen que 20 milions de dòlars de diamants de Roosevelt surten il·legalment de Brasil cada mes.
Segons les enquestes, més de 400 sol·licituds de llicències d’exploració a la reserva de Roosevelt ja han estat registrades a la DNPM per empreses mineres de Brasil i del món.
A l'apogeu de la mineria de diamants (entre 2002 i 2004), molts contrabandistes israelians, belgues i canadencs van venir a Espigão do Oeste, buscant diamants per ser venuts fora de Brasil, principalment a Europa, segons la Policia Federal. Segons FUNAI, al voltant de 10.000 garimpeiros ja han passat per la reserva.

### Invasió
La invasió de la reserva dels cintas-largas va començar a la dècada dels anys seixanta del segle passat. Els seringueiros van ser els primers a arribar. Poc després, els garimpeiros van començar a rondar per les terres indígenes a la recerca de diamants, als marges del riu Roosevelt.

### Massacre del 2004
El 2004, la reserva indígena de Roosevelt va ser l'escenari de notícies a Brasil i la premsa mundial, a causa del fet que té una enorme mina de diamants i els problemes derivats del dipòsit.
A l'abril de 2004, 29 garimpeiros van ser brutalment assassinats per indis a la reserva. Funcionaris de Funai creuen que almenys 100 indis ja han estat assassinats a la reserva.